# Махоаране
Махоаране (англ. Makhoarane) — одна з місцевих громад, що розташована в районі Масеру, Лесото. Населення місцевої громади у 2006 році становило 26 674 особи.